# جون ويزلي هايت
جون ويزلي هايت (بالإنجليزية: John Wesley Hyatt)‏ هو كيميائي ورائد أعمال ومهندس ومخترِع أمريكي، ولد في 28 نوفمبر 1837 في نيويورك في الولايات المتحدة، وتوفي في 10 مايو 1920 في نيوجيرسي في الولايات المتحدة.

## وصلات خارجية
- جون ويزلي هايت على موقع الموسوعة البريطانية (الإنجليزية)